# Рахмати, Мехди
Мехди Рахмати (род. 2 февраля 1983, 3 февраля 1983 или 3 февраля 1981, Тебриз) — иранский футболист, вратарь, тренер. Выступал за сборную Ирана.

## Карьера

### Начало карьеры
Мехди Рахмати начал свою профессиональную карьеру в 2000 году в составе команды «Фаджр Сепаси». Рахмати играл в составе «Фаджр Сепаси» четыре года до 2004 года и играл в составе клуба сорок матчей. Позднее в конце 2004 года он перешёл в исфаханский «Сепахан» и играл в этом клубе один сезон и сыграл двадцать шесть матчей. В середине 2005 года его продали в столичный клуб «Эстеглал» и за два сезона играл в составе «Эстегляла» двадцать три матча.

### «Мес» Керман
В конце 2007 года на Мехди Рахмати обратил своё внимание клуб «Мес» из города Керман и Рахмати сразу-же подписал контракт с «Месом». В составе «Меса» Рахмати занял своё место в основном составе и стал лидером команды. В составе «Меса» Рахмати играл до 2009 года и сыграл шестьдесять пять матчей.

### Сепахан
14 июля 2009 года Мехди Рахмати снова подписал контракт с клубом «Сепахан» на два года, приблизительная цена этого трансфера была 450,000 долларов США. Именно в это время его приглашал в свои ряды норвежский клуб «Русенборг» но он отклонил это приглашение. В составе «Сепахана» Рахмати стал настоящим лидером команды и в последующие годы помог клубу выиграть национальную лигу Ирана. В 2010 году он был признан лучшим вратарем Ирана.

### «Эстеглал»
В июле 2011 года Мехди Рахмати подписал контракт на один год с грандом Иранского футбола «Эстеглалом» и в первом сезоне выиграл с клубом «Кубок Хафзи». В следующем году продлил контракт с «Эстеглалом» и стал капитаном тегеранцев. До конца 2013 года сыграл в девяносто восьми матчах.

### Пайкан
18 июня 2014 года «Эстелал» продал Рахмати в клуб «Пайкан» за полтора миллиона долларов США. Рахмати подписал двухлетний контракт с «Пайканом».

## В составе сборной
Мехди Рахмати стал членом национальной сборной Ирана в 2004 году и играл в составе сборной вплоть до 2012 года и за это время сыграл в семидесяти семи матчах различных турниров и товарищеских матчей.

## Достижения

#### В составе «Фаджр Сепаси»
- Обладатель Кубка Хафзи: 2000/2001

#### В составе «Сепахана»
- Чемпион Ирана: 2009/10, 2010/11

#### В составе «Эстеглала»
- Чемпион Ирана: 2005/06, 2012/13
- Обладатель Кубка Хафзи: 2011/2012

#### В составе сборной Ирана
- Чемпион Западной Азии: 2004

### Личные
- Лучший игрок Ирана: 2012/13
- Лучший вратарь Ирана: 2007/08, 2012/13